# Якушів
Я́кушів — село в Україні, у Забродівській сільській громаді Ковельського району Волинської області. Населення становить 509 осіб.
Територія села 262 га. Найкоротша відстань до селища Ратного — 5.3 км. Писемна згадка про Якушів відноситься до кінця 18 ст. У 1906 році в селі налічувалося 98 дворів і проживало 653 осіб. 1945 рік в Якушах i 8 навколишніх хуторах налічувалось 150 будинків і мешкало 760 осіб. У 2002 році у селі опубліковано 185 господарств, 201 житлова будівля. Мають свою історію релігійні громади села. У 1806 році на кошти прихожан збудована церква і висвячена в ім'я Св. великомучениці Варвари. Мала статус кладовищенський. У 1884 році за участі священика Малевича обновлена. 1944 року вона згоріла. В 2002 році збудовано нову церкву, висвячена в ім'я Св. Петра і Павла. У 1994 році в селі споруджено молитовний будинок християн — баптистів.

## Населення
Згідно з переписом УРСР 1989 року чисельність наявного населення села становила 560 осіб, з яких 256 чоловіків та 304 жінки.
За переписом населення України 2001 року в селі мешкала 531 особа.

### Мова
Розподіл населення за рідною мовою за даними перепису 2001 року:
| Мова       | Відсоток |
| ---------- | -------- |
| українська | 99,06 %  |
| російська  | 0,75 %   |
| білоруська | 0,19 %   |